# Майкл Кейн
Сер Мо́ріс Джо́зеф Міклвайт (англ. Sir Maurice Joseph Micklewhite), відоміший за акторським (артистичним) псевдонімом як  Майкл Кейн (англ. Michael Caine, нар. 14 березня 1933, Лондон) — один з найпопулярніших британських акторів (знявся більш ніж у 100 фільмах). Це один з двох акторів (другий — Джек Ніколсон), який був номінований на премію «Оскар» у 1960-х, 1970-х, 1980-х, 1990-х та 2000-х роках.

## Біографія
Мати Майкла Кейна — Елен Франсіс Марі, до шлюбу Барчел (англ. Burchell), працювала куховаркою і прибиральницею, батько — Моріс Джозеф Міклвайт-старший працював вантажником Біллінгзгейтського рибного ринку . У Майкла був на два роки молодший брат Стенлі. Майкл народився в місцевості Ротерхіт району (боро) Саутерк південно-східного Лондона. Це були бідні квартали, де звучав сленг кокні.
Одружений з 1973 року з британською акторкою та моделлю індо-гаянського походження Шакірою Кейн (до шлюбу Бекш). У подружжя є донька Наташа.
Також був одружений з британською акторкою Патрицією Гейнц (1954—1958 рр.). Від цього шлюбу народилась донька Домінік.

### Відзнаки і нагороди
- Майкл Кейн став Командором ордена Британської імперії в 1992 р. на Нагородженні з нагоди Дня Народження Королеви, і у 2000 р. на Новорічному Нагородженні був посвячений королевою Єлизаветою II в лицарі як сер Моріс Джозеф Міклвайт, Командор ордена Британської імперії (ця нагорода надається на офіційне ім'я отримувача, а Кейн ще не відмовився від імені, яке отримав при народженні).
- «Оскар» (1987), (2000)
- «Золотий глобус» (1984), (1989), (1999)
- «BAFTA» (1984)

## Фільмографія

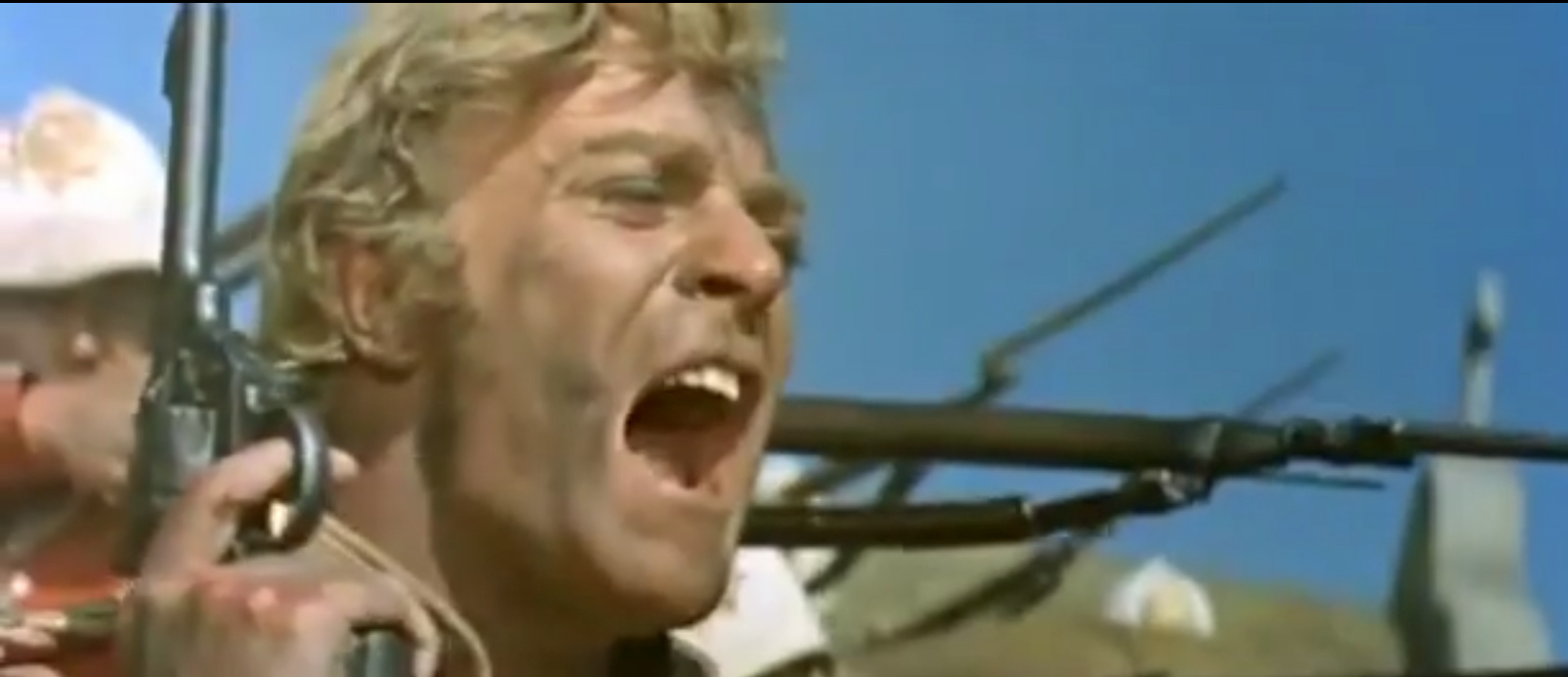
Майкл Кейн у тріллері «Зулуси» (1964)

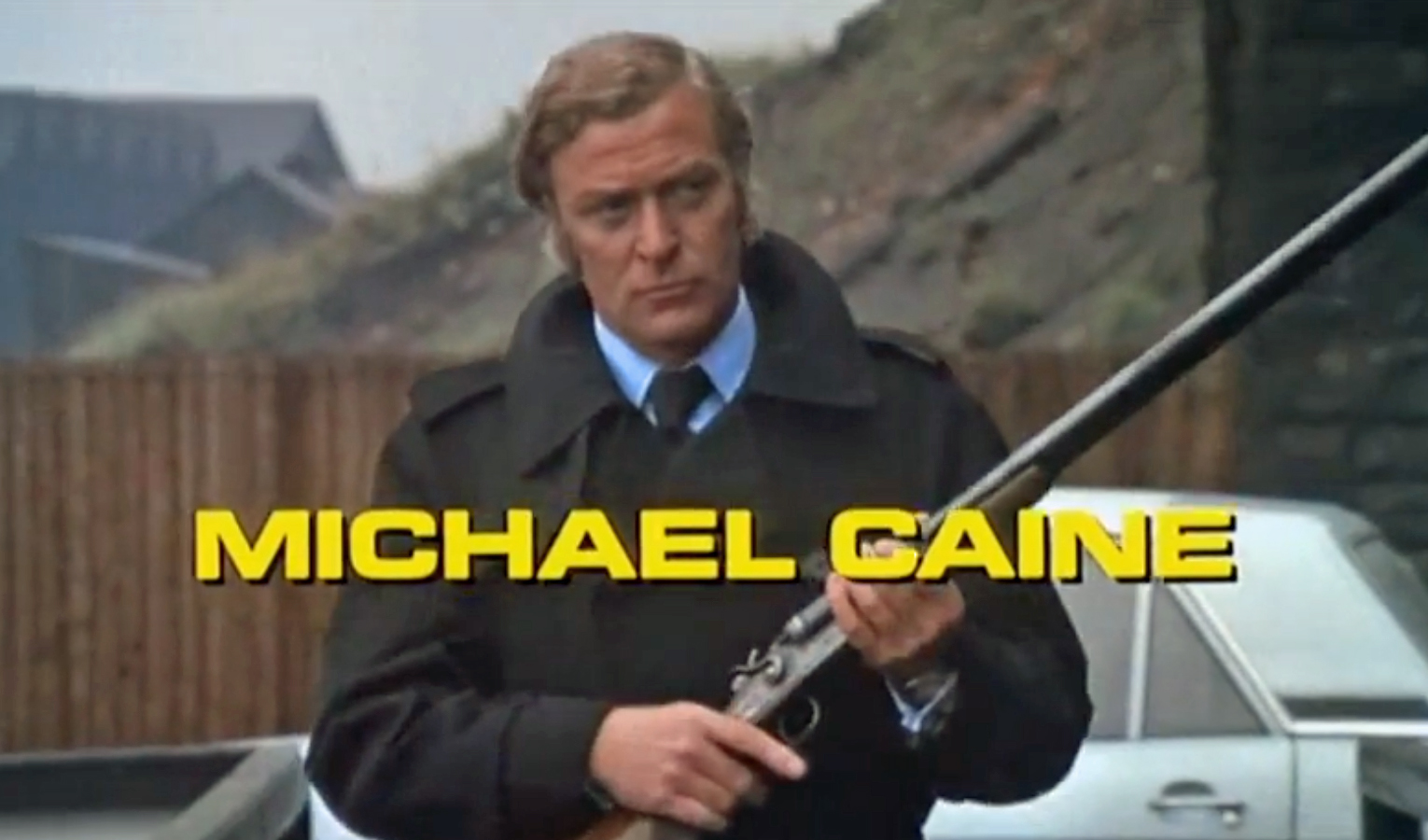
Майкл Кейн у тріллері «Прибрати Картера» (1971)

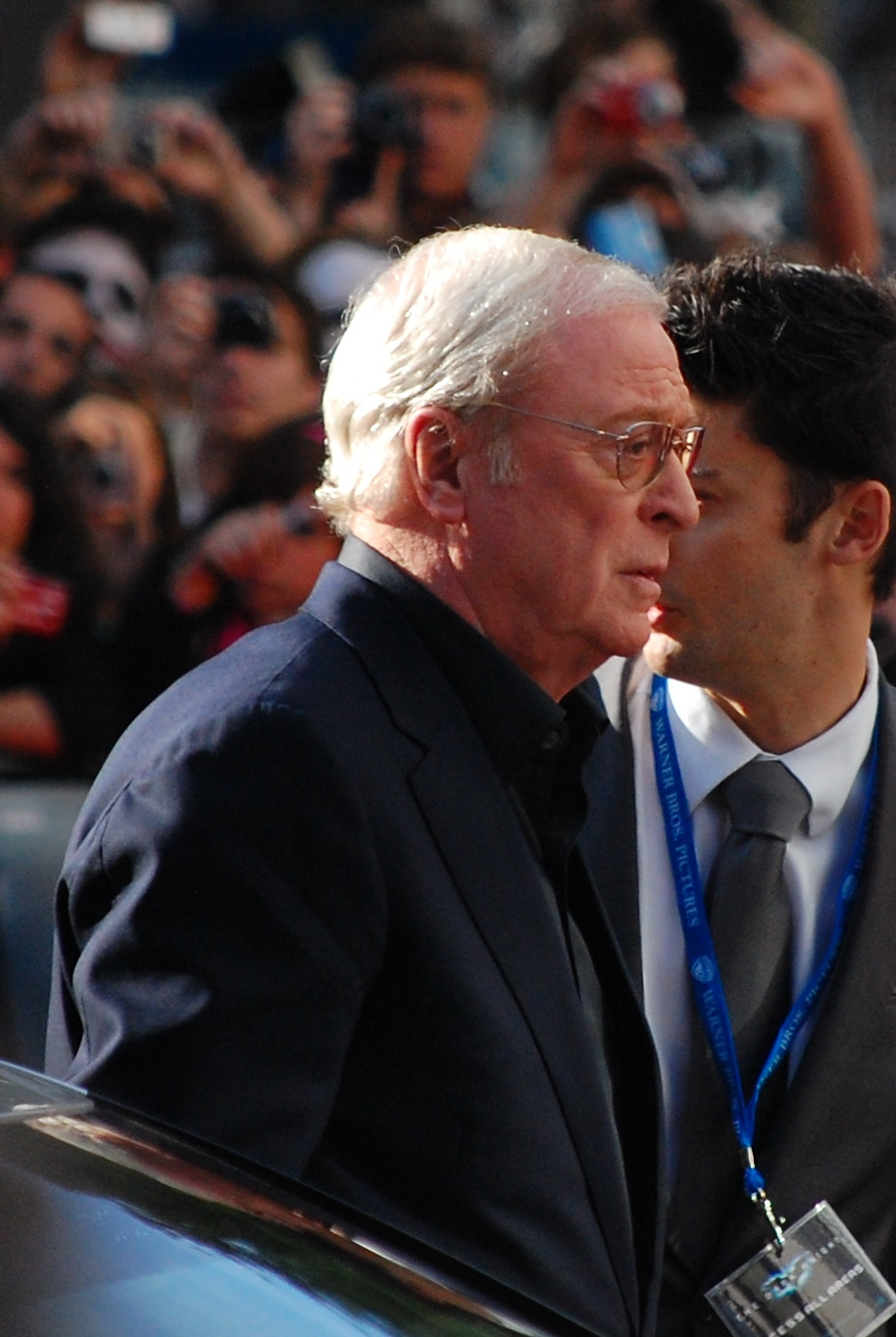
Майкл Кейн на європейській прем'єрі «Темного лицаря»

| Рік  |    | Українська назва                     | Оригінальна назва               | Роль                              |
| ---- | -- | ------------------------------------ | ------------------------------- | --------------------------------- |
| 1964 | ф  | Зулуси                               | Zulu                            | лейтенант Гонвіл Бромгед          |
| 1967 | ф  | Досьє Іпкресс                        | The Ipcress File                | Гаррі Палмер                      |
| 1969 | ф  | Італійська робота                    | Italian Job                     | Чарлі Крокер                      |
| 1969 | ф  | Битва за Британію                    | Battle of Britain               | керівник ескадрильї Кенфілд       |
| 1971 | ф  | Викрадений                           | Kidnapped                       | Алан Брек                         |
| 1974 | ф  | Чорний вітряк                        | The Black Windmill              | майор Джон Террент                |
| 1975 | ф  | Змова Вілбі                          | The Wilby Conspiracy            | Джим Кеог                         |
| 1976 | ф  | Гаррі і Волтер їдуть в Нью-Йорк      | Harry and Walter Go to New York | Адам Ворт                         |
| 1976 | ф  | Орел приземлився                     | The Eagle Has Landed            | полковник Штайнер                 |
| 1977 | ф  | Міст надто далеко                    | A Bridge Too Far                | підполковник Джон Венделер        |
| 1980 | ф  | Одягнений для вбивства               | Dressed to Kill                 | доктор Роберт Еліот               |
| 1981 | ф  | Рука                                 | The Hand                        | Джонатан Ленсдейл                 |
| 1981 | ф  | Перемога                             | Victory                         | капітан Джон Колбі                |
| 1985 | ф  | Договір Голкрофта                    | The Holcroft Covenant           | Ноель Голкрофт                    |
| 1986 | ф  | Солодка свобода                      | Sweet Liberty                   | Елліотт Джеймс                    |
| 1986 | ф  | Ганна та її сестри                   | Hannah and Her Sisters          | Елліот                            |
| 1988 | ф  | Відчайдушні шахраї                   | Dirty Rotten Scoundrels         | доктор Генрі Джекіл / Едвард Хайд |
| 1990 | ф  | Джекіл і Гайд                        | Jekyll & Hyde                   | Майк Бармен/Містер Доля           |
| 1990 | ф  | Містер Доля                          | Mr. Destiny                     | Майк Бармен/Містер Доля           |
| 1992 | ф  | Блакитний лід                        | Blue Ice                        | Гаррі Андерс                      |
| 1994 | ф  | В зоні смертельної небезпеки         | On Deadly Ground                | Майкл Дженінгс                    |
| 1994 | ф  | Друга світова війна: коли ревли леви | World War II: When Lions Roared | Сталін                            |
| 1995 | ф  | Експрес до Пекіна                    | Bullet to Beijing               | Гаррі Палмер                      |
| 1996 | ф  | Кров і вино                          | Blood and Wine                  | Віктор Спанскі                    |
| 1996 | ф  | Північ у Санкт-Петербурзі            | Midnight in Saint Petersburg    | Гаррі Палмер                      |
| 1997 | ф  | 20000 льє під водою                  | 20,000 Leagues Under the Sea    | Капітан Немо                      |
| 1998 | ф  | Новорічна історія                    | Curtain Call                    | Макс Гейл                         |
| 1998 | ф  | Голосок                              | Little Voice                    | Рей Сей                           |
| 1998 | ф  | Біг тіні                             | название                        | Гаскел                            |
| 1999 | ф  | Правила виноробів                    | The Cider House Rules           | доктор Вілбур Ларч                |
| 2000 | ф  | Перо маркіза де Сада                 | Quills                          | доктор Ройер-Коллар               |
| 2000 | ф  | Shiner                               | Shiner                          | Біллі                             |
| 2000 | ф  | Прибрати Картера                     | Get Carter                      | Кліфф Брамбі                      |
| 2000 | ф  | Міс Конгеніальність                  | Miss Congeniality               | Віктор Меллінг                    |
| 2000 | ф  | Last Orders (film)                   | Last Orders                     | Джек                              |
| 2005 | ф  | Бетмен: Початок                      | Batman Begins                   | Альфред Пенніворт                 |
| 2006 | ф  | Престиж                              | The Prestige                    | Каттер                            |
| 2006 | ф  | Останній нащадок Землі               | Children of Men                 | Джаспер Палмер                    |
| 2007 | ф  | Слідчий                              | Sleuth                          | Ендрю Вайк                        |
| 2007 | ф  | Без вад                              | Flawless                        | Містер Гоббс                      |
| 2008 | ф  | Темний лицар                         | The Dark Knight                 | Альфред Пенніворт                 |
| 2010 | ф  | Початок                              | Inception                       | Професор                          |
| 2011 | ф  | Гномео та Джульєта                   | Gnomeo & Juliet                 | лорд Редбрік (озвучування)        |
| 2012 | ф  | Темний лицар повертається            | The Dark Knight Rises           | Альфред Пенніворт                 |
| 2013 | ф  | Ілюзія обману                        | Now You See Me                  | Артур Тресслер                    |
| 2013 | ф  | Останнє кохання містера Моргана      | Mr. Morgan's Last Love          | Метью Морґан                      |
| 2014 | ф  | Інтерстеллар                         | Interstellar                    | Професор Бренд                    |
| 2014 | ф  | Kingsman: Таємна служба              | Kingsman: The Secret Service    | Артур / Честер Кінґ               |
| 2015 | ф  | Юність                               | Youth                           | Фред Белінджер                    |
| 2016 | ф  | Ілюзія обману: Другий акт            | Now You See Me 2                | Артур Тресслер                    |
| 2017 | ф  | Красиво піти                         | Going in Style                  | Джо                               |
| 2017 | ф  | Дюнкерк                              | Dunkirk                         | Фортіс Лідер                      |
| 2017 | ф  |                                      | My Generation                   | Камео                             |
| 2018 | ф  |                                      | Dear Dictator                   | Антон Вінсент                     |
| 2018 | мф | Шерлок Гномс                         | Sherlock Gnomes                 | Лорд Редбрік (голос)              |
| 2018 | ф  |                                      | King of Thieves                 | Браян Рідер                       |
| 2020 | ф  |                                      | Come Away                       | Чарлі                             |
| 2020 | ф  |                                      | Four Kids and It                | Псаммід (голос)                   |
| 2020 | ф  | Тенет                                | Tenet                           | Майкл Кросбі                      |
| 2021 | ф  | Афера Олівера Твіста                 | Twist                           | Фейґін                            |
| 2021 | ф  | Бестселер                            | Best Sellers                    | Гаріс Шоу                         |
| 2022 | ф  | Середньовіччя                        | Medieval                        | Лорд Бореш                        |
| 2023 | ф  | Великий утікач                       | The Great Escaper               | Бернард Джордан                   |